# Знаки различия по видам и родам войск в Вооружённых силах Российской Федерации
Знаки различия в ВС России по видам вооружённых сил и родам войск делятся на петличные и нарукавные знаки.

## Петличные знаки

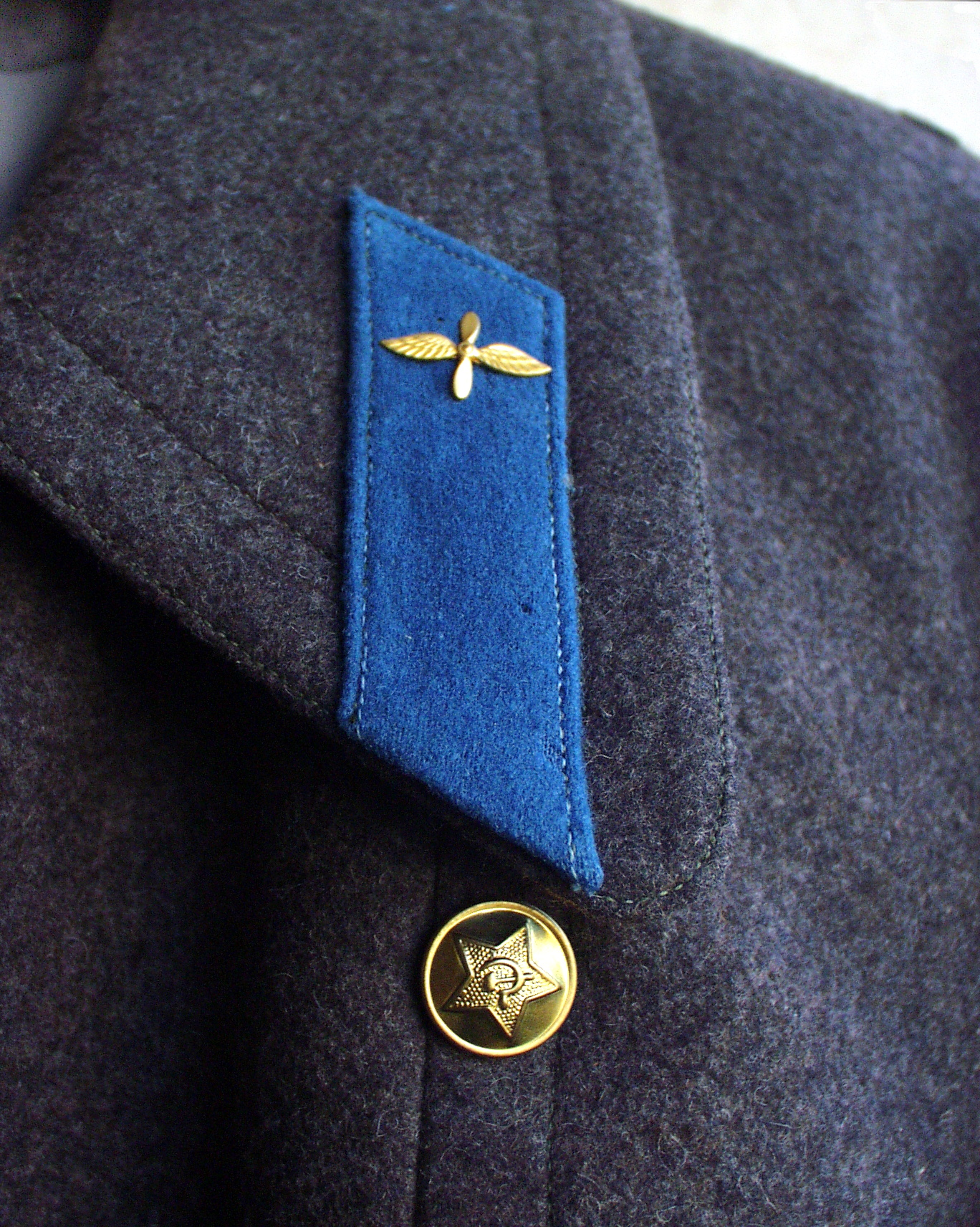
Петлица с эмблемой ВВС СССР на шинели, пошитой в 1958 году

Петличный знак (по-другому — эмблема, неправильно — петлица, петличка) — парный знак различия, располагающийся либо на верхней части петлиц, либо на углу воротника, либо на погонах.
Петличные знаки (эмблемы) военнослужащие носят по роду войск, к которому относится специальность данного военнослужащего, в отличие от петлицы, носимой по роду войск своей части. Различают светлые и темные (полевые) знаки. Полевые носят исключительно с полевой формой одежды.
Знаки на петлицах вошли в форму одежды с 1922 года. С тех пор их неоднократно меняли и вносили новые знаки.
Первые петличные эмблемы родов войск и служб были введены в 1924 году, а в 1925 было установлено, что военнослужащие будут носить петлицы со знаками различия по служебным категориям и эмблемами по специальностям военнослужащих, подразделений и частей. Знаки по специальностям имели размеры около 3 × 3 см.
В 1935 году в РККА и РКВМФ были введены персональные воинские звания, а «служебные категории» отменены.
Данное положение сохранялось до 1943 года, до введения погон.
С 1943 года эмблемы переходят с петлиц на погоны, вместо эмблем на петлицах носят большую пуговицу. Такие петлицы можно видеть на портретах и фотографиях И. В. Сталина, носившего при маршальской форме с отложным воротником, шинельные петлицы с пуговицей. Этим вождь заметно отличался от иных маршалов, носивших мундиры со стоячим воротником и шитьем вместо петлиц.
В 50-х годах XX века эмблемы увеличенного размера возвращаются на петлицы, где носятся с изменениями до 1991 года и даже после того, до введения новой формы одежды ВС России. После 1994 года ношение петлиц не предусматривалось, петличные эмблемы в обрамлении лавровых листьев носятся на углах воротников и на погонах. В 2004 году вновь введены эмблемы крупного рисунка, без обрамления.
Сейчас в войсках используются следующие виды петличных знаков:
|                                   |                           |                   |                      |                         |                              |                               |                           |                                            |                               |
| Сухопутные войска (общевойсковая) | Военно-воздушные силы     | Войска связи      | Танковые войска      | Зенитно-ракетные войска | Ракетные войска и артиллерия | Войска РХБЗ                   | Радиотехнические войска   | Ракетные войска стратегического назначения | Космические войска            |
|                                   |                           |                   |                      |                         |                              |                               |                           |                                            |                               |
| Войсковая ПВО                     | Воздушно-десантные войска | Инженерные войска | Автомобильные войска | Железнодорожные войска  | Военно-оркестровая служба    | Военно-топографическая служба | Военно-юридическая служба | Военно-медицинская служба                  | Ветеринарно-санитарная служба |

## Нарукавные знаки различия
Нарукавный знак различия (неправильно — шеврон) — непарный знак различия, располагается на левом рукаве.
|                         |                            |                   |                           |                     |                                            |                           |
| Министерство обороны РФ | Генеральный штаб ВС России | Сухопутные войска | Воздушно-космические силы | Военно-морской флот | Ракетные войска стратегического назначения | Воздушно-десантные войска |